# お笑い向上委員会 笑わせろ!
『お笑い向上委員会 笑わせろ!』（おわらいこうじょういいんかい わらわせろ）は、1997年10月から1998年9月まで、テレビ朝日の深夜枠で放送されたお笑い番組である。

## 概要
1997年10月の番組放送開始から約6か月は、若手芸人が出演したお笑いライブなどを放送。1998年4月より放送時間を火曜深夜から月曜深夜に移し、当時麻布十番にあったクラブのステージを収録場所として、海砂利水魚（現・くりぃむしちゅー）、Take2、X-GUN、U-turn、アクシャン、ビビるの6組によるコント番組へリニューアルされた。このリニューアルでは番組の後半に若手芸人のコーナーが設けられ、いつもここからなど当時の若手芸人が出演した。
リニューアル以降、深夜の放送であったにもかかわらず高視聴率を記録していたが、番組は1年で終了した。後番組は『ココリコ黄金伝説』。　

## 放送時間
- 火曜26:40 - 27:10(JST、1997年10月 - 1998年3月)
- 月曜25:00 - 25:30(JST、1998年4月 - 同年9月)

## 東京ギャグライターズバンド
番組のスタッフロールに構成作家「東京ギャグライターズバンド」（TGWB）としてクレジットされていた団体である。実際は、後期の番組出演者4組のことであり、このことは最終回で明らかにされた。
番組終了後の1999年3月に東京ギャグライターズバンド名義でライブが行われたが、有田哲平はライブ当日に水疱瘡を発症したため、欠席している。

## 番組で放送されたコント
（ ）はそのコントに出演する、主なメンバーたち。
- コントのト
- 思い切って言っちゃえよ！（上田）メンバー2人が色々なキャラクターに扮して、お互いの共通点を武器に口論し合う。（例:お笑い好きなオタク（有田）VSお笑い好き女子高生（西尾）で口論。一度西尾が土田に扮して、土田が西尾に扮してお互いのプライベートを暴露し合う（寧ろカミングアウト）回も存在する）司会は人の揉め事が大好きだという上田扮する喧嘩正也（けんかせいや）。進行役にもかかわらず肝心な口論に応戦するどころか、内容を聞いておらずに勝手に一人で暴走し、最終的に脈絡のなくいきなり勝者を決めるのがオチ。
- music count down
- リアルラッパー MC MILK（有田）[1] 様々な設定のコントにMC MILKというラッパーに扮した有田が勝手に乱入し、メンバーのプライベート（主に相方の上田）を暴露する。最終回では「思い切って言っちゃえよ！」内に乱入したが、返り討ちに遭い逆にメンバーから秘密をバラされてしまう。
- ブラックジャックAZUMA
- 演出家村木廣志（有田）様々なシチュエーションに有田扮する村木廣志が乱入し、メンバーに支離滅裂な演出を強引にさせる。
- ツッコミシスターズ（上田、深沢）
- プレジデンツ（東、有田、土田、嵯峨根）卒業式や自殺未遂などのシチュエーションにプレジデンツ（東）、SP（土田）秘書（有田、嵯峨根）が出没し、意味不明な激励を送る内容。最後は必ずツッコミ役（上田ないしは対馬）が土田に銃で撃たれて倒れる。最終回は「思い切って言っちゃえよ！」内に登場し、司会の上田扮する喧嘩正也が、土田が打ったピストルを跳ね返して土田が倒れる。
- みんなであいうえお（東、西尾）子供番組の歌のお姉さん（西尾）お兄さん（東）に扮して、お題の平仮名一文字とそれに続くすけべな台詞を言う。（例　お題が「こ」ならば、西尾が東の股間を触り「ここは正直ね」、「な」なら、「ナスがともだちじゃあさみしいだろ」）
- 刑事田所（土田、東、上田）
- ji.ji.jiジーさん（東、有田、土田）
- スナックみゆき（西尾）スナックのママを務めるみゆき（西尾）サラリーマン役の深沢や対馬に罵詈雑言を浴びせる。
- 闇の仕掛け人（上田、深沢）
- 水泳帽ブラザーズ（杉崎、安井、大木、大内）
- 喧嘩正也（上田）[1]

## オープニングテーマ曲
- TWO OF HEARTS/PAMELAH

## スタッフ
- 作・構成：東京ギャグライターズハンド、前田昌平、中村周史
- 技術：小山一彦
- 美術制作：草間康雄
- デザイン：小川由紀夫
- 美術進行：齋藤直純
- 編集：田野口彰吾
- MA：石川大郎
- 効果：細野貴裕
- TK：土屋佳子
- 広報：牧野秀幸
- 技術協力：VIC
- 演出：木村廣志／鈴木伸二（シリアス）
- プロデューサー：日野裕
- 制作著作：テレビ朝日